# Gabriela Drăgoi
Gabriela Drăgoi (Buzău, 28 agosto 1992) è una ginnasta romena, vincitrice della medaglia di bronzo nel concorso a squadre femminile alle Olimpiadi di Pechino.

## Palmarès
- Giochi olimpici estivi

Pechino 2008: bronzo nel concorso a squadre.
- Campionati europei di ginnastica artistica

2008 - Clermont-Ferrand: oro nel concorso a squadre.
2009 - Milano: bronzo nella trave.